# Márquez
Márquez je priimek več znanih ljudi:
- Gabriel García Márquez, kolumbijski pisatelj,
- Juan Pérez Márquez, španski rokometaš,
- Marc Márquez, španski motociklistični dirkač.